# Otus umbra
Mocho-d'orelhas-de-simeulue ou mocho-de-orelhas-de-simeulue (Otus umbra) é uma espécie de ave estrigiforme pertencente à família Strigidae.